# Colind de Crăciun (film din 1984)
Colind de Crăciun (în engleză A Christmas Carol) este film de televiziune din 1984 care a adaptat faimoasa povestire Colind de Crăciun scrisă în 1843 de Charles Dickens. El a fost regizat de Clive Donner (care a realizat și filmul Scrooge (1951)) și i-a avut ca interpreți principali pe George C. Scott în rolul lui Ebenezer Scrooge și pe David Warner în rolul lui Bob Cratchit. Filmul a fost bine-primit de public și este considerat de mulți ca una dintre cele mai bune adaptări ale povestirii clasice.

## Subiect
În perioada victoriană, Ebenezer Scrooge (George C. Scott) este un bătrân om de afaceri cinic și avar, a cărui principală preocupare sunt banii și care privește compasiunea ca pe un lux pe care el nu și-l poate permite. În ajunul Crăciunului, Scrooge este vizitat de fantoma lui Jacob Marley (Frank Finlay), fostul său partener de afaceri, căruia, din cauza lăcomiei sale și a răului tratament aplicat celor săraci, îi este sortit să umble veșnic pe pământ, fără a-și găsi odihna sau pacea, încătușat în lanțurile propriilor sale păcate. Marley aranjează ca Scrooge să fie vizitat de trei spirite într-o încercare de a-i arăta greșelile din viața sa și de a evita să aibă aceeași viață de apoi oribilă - Spiritul Crăciunurilor Trecute (Angela Pleasence), Spiritul Crăciunului Prezent (Edward Woodward) și Spiritul Crăciunului Viitor (Michael Carter). Spiritele îl determină pe Scrooge să-și examineze eșecurile din viața proprie, precum și curajul și optimismul lui Bob Cratchit (David Warner), angajatul său locial, dar rău-tratat. Scrooge se schimbă, învățând să păstreze spiritul Crăciunului viu în inima sa, devenind în cele din urmă un om iubit și respectat.

## Distribuție

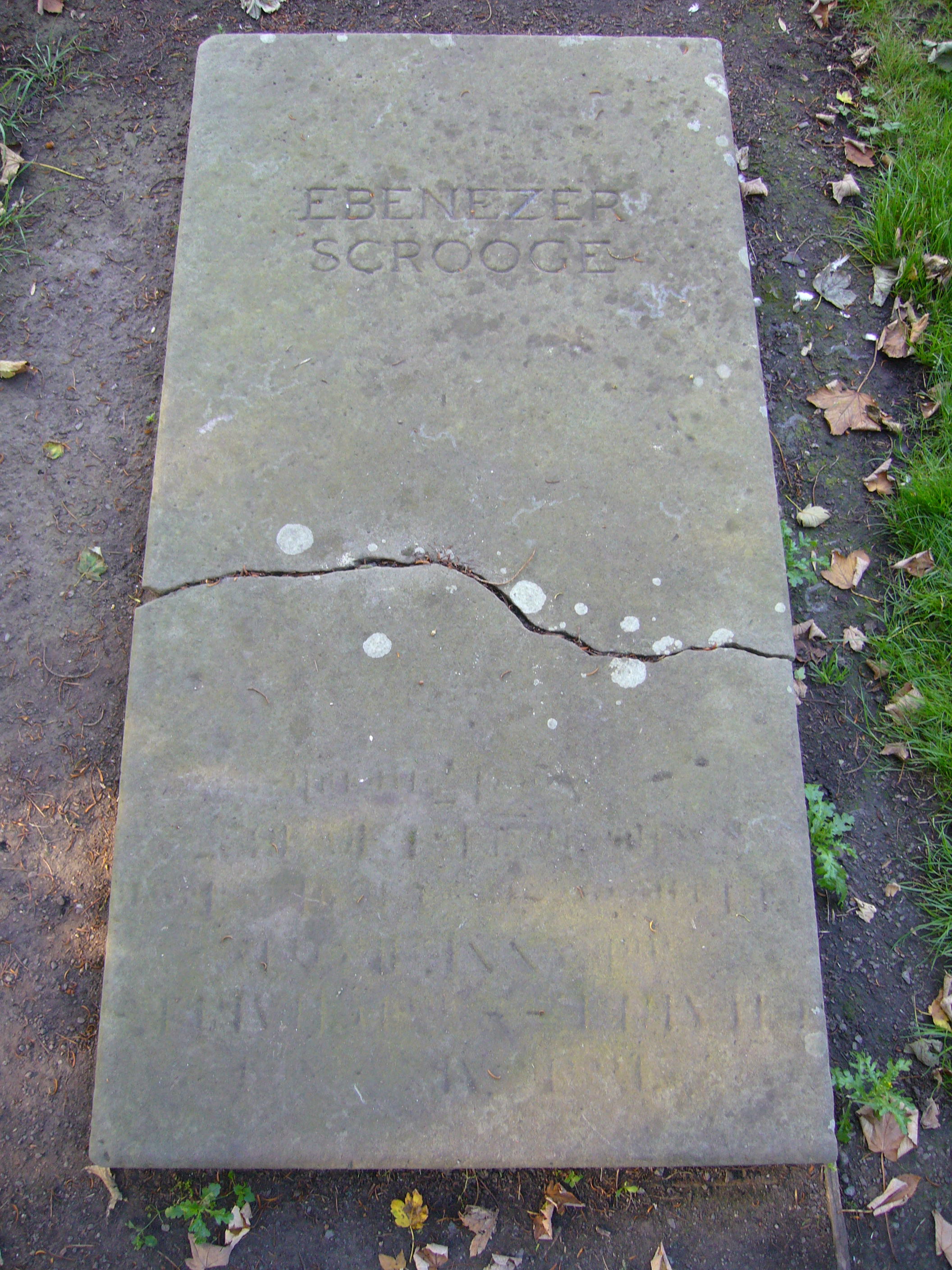
Replică a pietrei de mormânt din filmul din 1984, aflată in situ la St Chad's Church, Shrewsbury, 2008

- George C. Scott - Ebenezer Scrooge
- Frank Finlay - Fantoma lui Marley
- Angela Pleasence - Fantoma Crăciunului Trecut
- Edward Woodward - Fantoma Crăciunului Prezent
- Michael Carter - Fantoma Crăciunului Viitor
- David Warner - Bob Cratchit
- Susannah York - doamna Cratchit
- Anthony Walters - Tiny Tim Crachit
- Roger Rees - Fred Hollywell
- Caroline Langrishe - Janet Hollywell
- Lucy Gutteridge - Belle (logodnica neapreciată a lui Fred)
- Nigel Davenport - Silas Scrooge (tatăl lui Ebenezer și al lui Fan)
- Mark Strickson - tânărul Ebenezer Scrooge
- Joanne Whalley - Fan Scrooge (sora iubită a lui Ebenezer și mama lui Fred)
- Timothy Bateson - dl. Fezziwig
- Michael Gough - dl. Poole
- John Quarmby - dl. Harking
- Peter Woodthorpe - Old Joe
- Liz Smith - doamna Dilber
- Dennis Morgan - un domn de la țară

## Producție
Producția a fost filmată la Shrewsbury, Anglia. El a fost difuzat inițial de CBS la 17 decembrie 1984 în Statele Unite ale Americii, dar a fost lansat teatral în Marea Britanie. Prima difuzare a filmului în SUA a fost sponsorizată de IBM, care a achiziționat toate spoturile comerciale pentru premiera de două ore. Filmul a fost comercializat sub sloganul "O nouă prezentare puternică a celei mai iubite povești cu fantome din toate timpurile!". Scott a fost nominalizat la Premiul Emmy pentru cel mai bun actor pentru rolul său din Colind de Crăciun.
Filmul a rulat la posturile americane locale de televiziune încă de la premiera sa în 1984, câștigând fani loiali, dar nu a fost lansat pe casete VHS până în 1995 și pe DVD abia în 1999. Acest lucru s-a datorat faptului că însuși Scott (și mai târziu Fondul George C. Scott prin Baxter Healthcare, căruia familia Scott îi donase drepturile de autor) a deținut drepturile pentru acest film. La 25 noiembrie 2007 a revenit it returned la postul național de televiziune AMC pentru prima dată de la debutul său. Rețeaua a prezentat filmul în întreg sezonul de Crăciun. AMC a difuzat filmul și în sezonul de Crăciun al anului 2008. În 2009, Hallmark Channel a început să difuzeze filmul la scurt timp după Ziua Recunoștinței și va continua pe tot parcursul vacanței. El rămâne una dintre cele mai iubite adaptări ale povestirii Colind de Crăciun. În cursul anului 2009, filmul a fost relansat pe DVD de către 20th Century Fox, cu o carcasă nouă, dar cu același meniu ca și precedentele DVD-uri. A fost lansat pe Blu-ray în decembrie 2010 de 20th Century Fox.

## Răspuns critic
Romancierul și eseistul Louis Bayard, scriind pentru Salon.com, a descris această adaptare ca fiind "versiunea definitivă a îndrăgitei opere literare clasice", lăudându-i fidelitatea sa față de povestirea originala a lui Dickens, distribuția sa prestigioasă și în special interpretarea lui Scrooge de către Scott.